# NTFS junction point
L'NTFS junction point és una característica del sistema de fitxers NTFS que proveeix la capacitat de poder crear un enllaç simbòlic a un directori que llavors funciona com un àlies per aquest directori. Això té molts beneficis en un fitxer de drecera del Windows shell (.lnk), tals com permetre l'accés a fitxer dintre el directori via l'Explorador de Windows, via el Command Prompt, etc.